# Paramuricea clavata
Paramuricea clavata is een zachte koraalsoort uit de familie Plexauridae. De koraalsoort komt uit het geslacht Paramuricea. Paramuricea clavata werd in 1826 voor het eerst wetenschappelijk beschreven door Risso. 